# NGC 5320
NGC 5320 is een balkspiraalstelsel in het sterrenbeeld Jachthonden. Het hemelobject werd op 9 april 1787 ontdekt door de Duits-Britse astronoom William Herschel.

## Synoniemen
- UGC 8749
- MCG 7-28-76
- ZWG 218.56
- ZWG 219.1
- IRAS 13482+4136
- PGC 49112